# Erythronium helenae
Erythronium helenae är en liljeväxtart som beskrevs av Elmer Ivan Applegate. Erythronium helenae ingår i Hundtandsliljesläktet och i familjen liljeväxter. Inga underarter finns listade.

## Bildgalleri

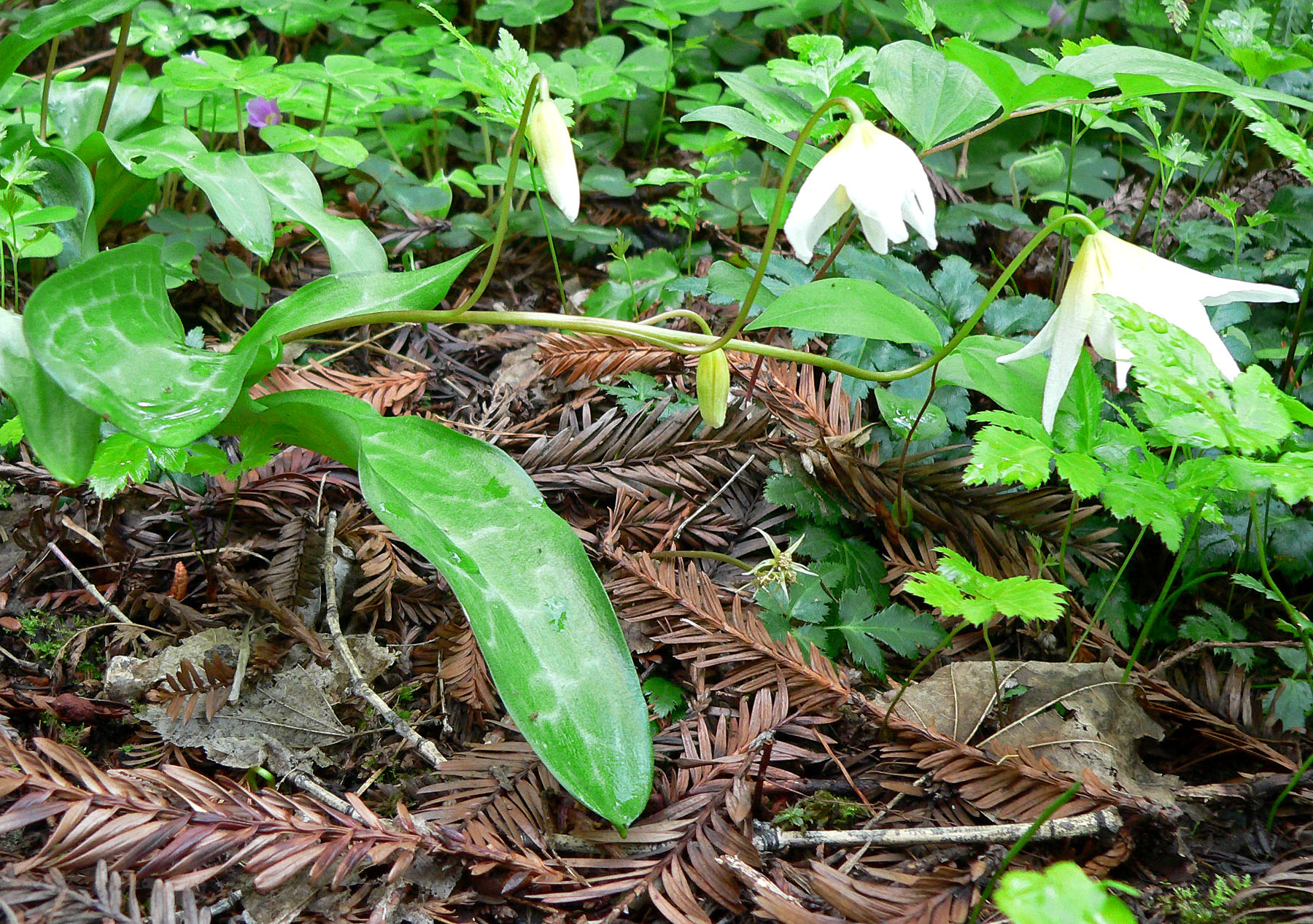
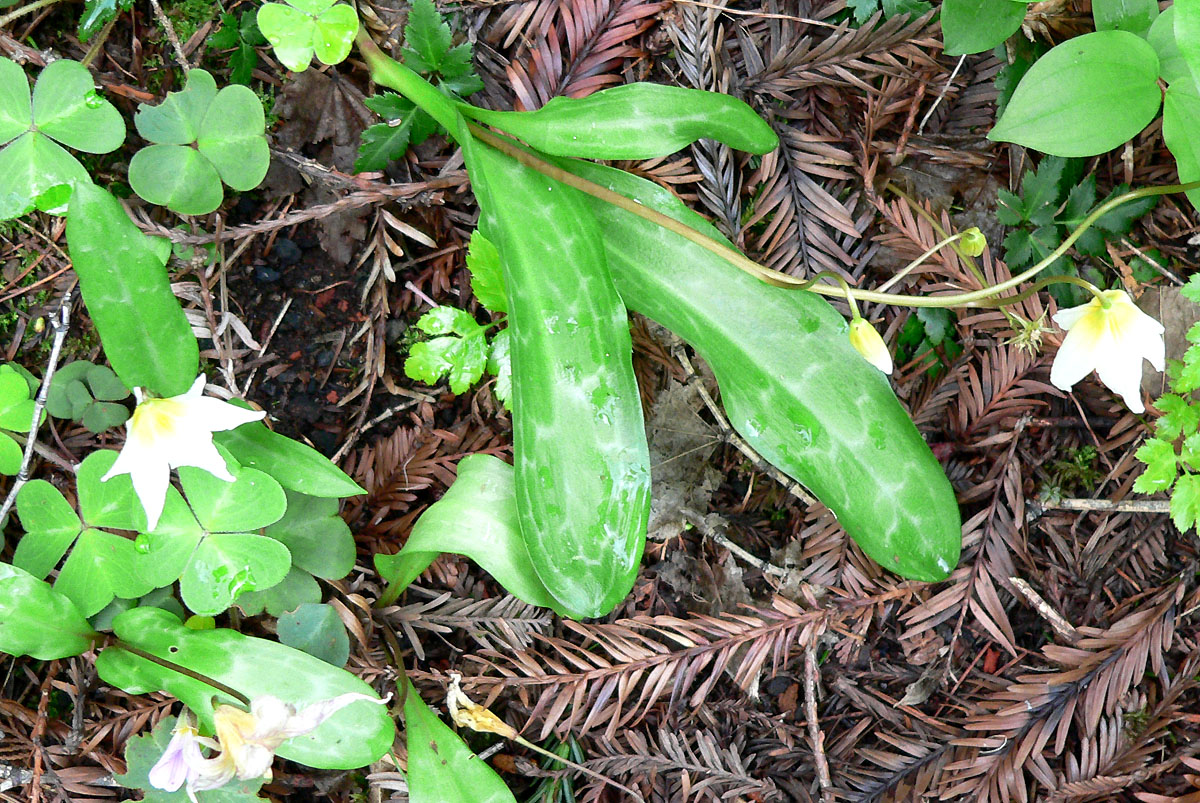
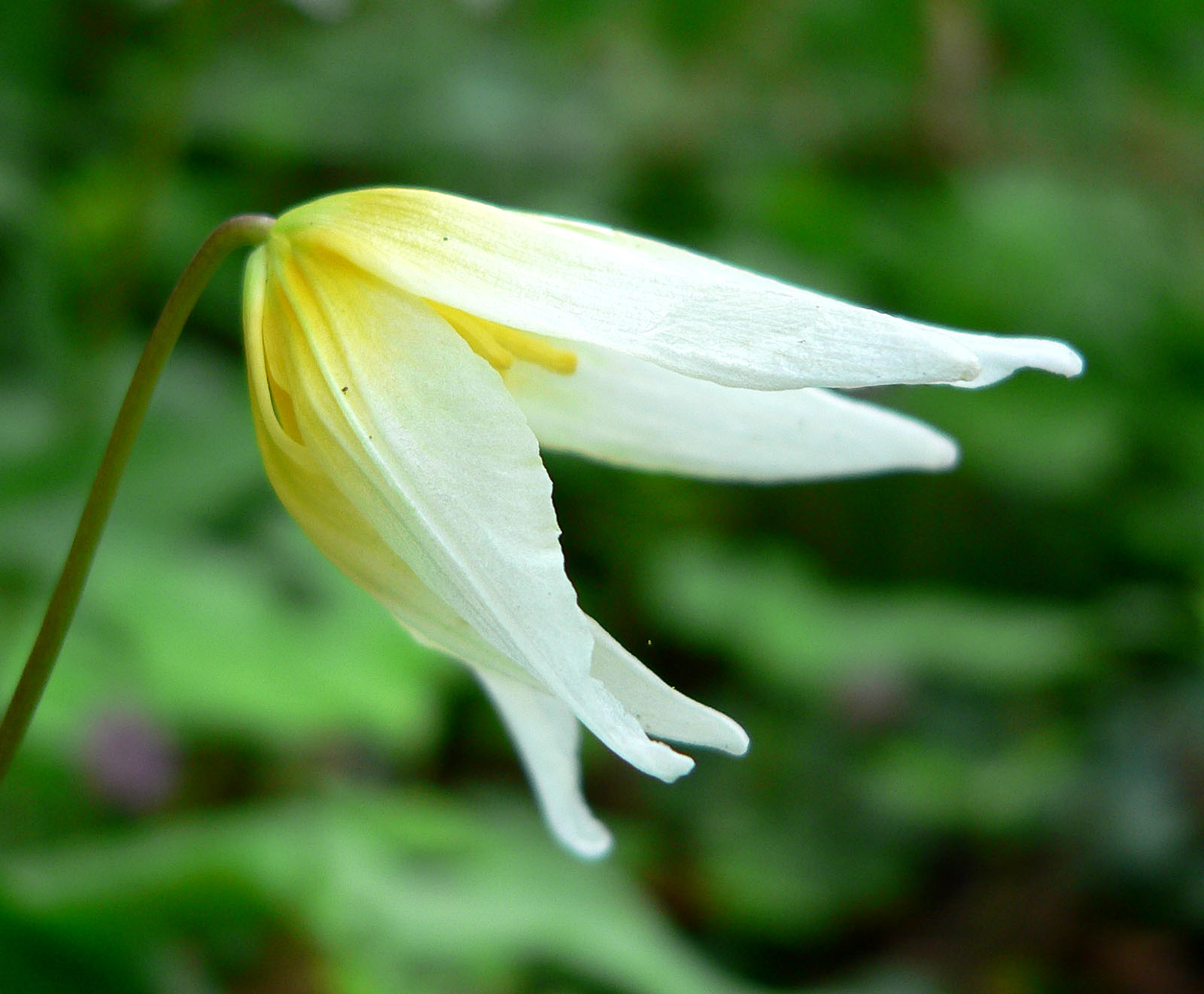
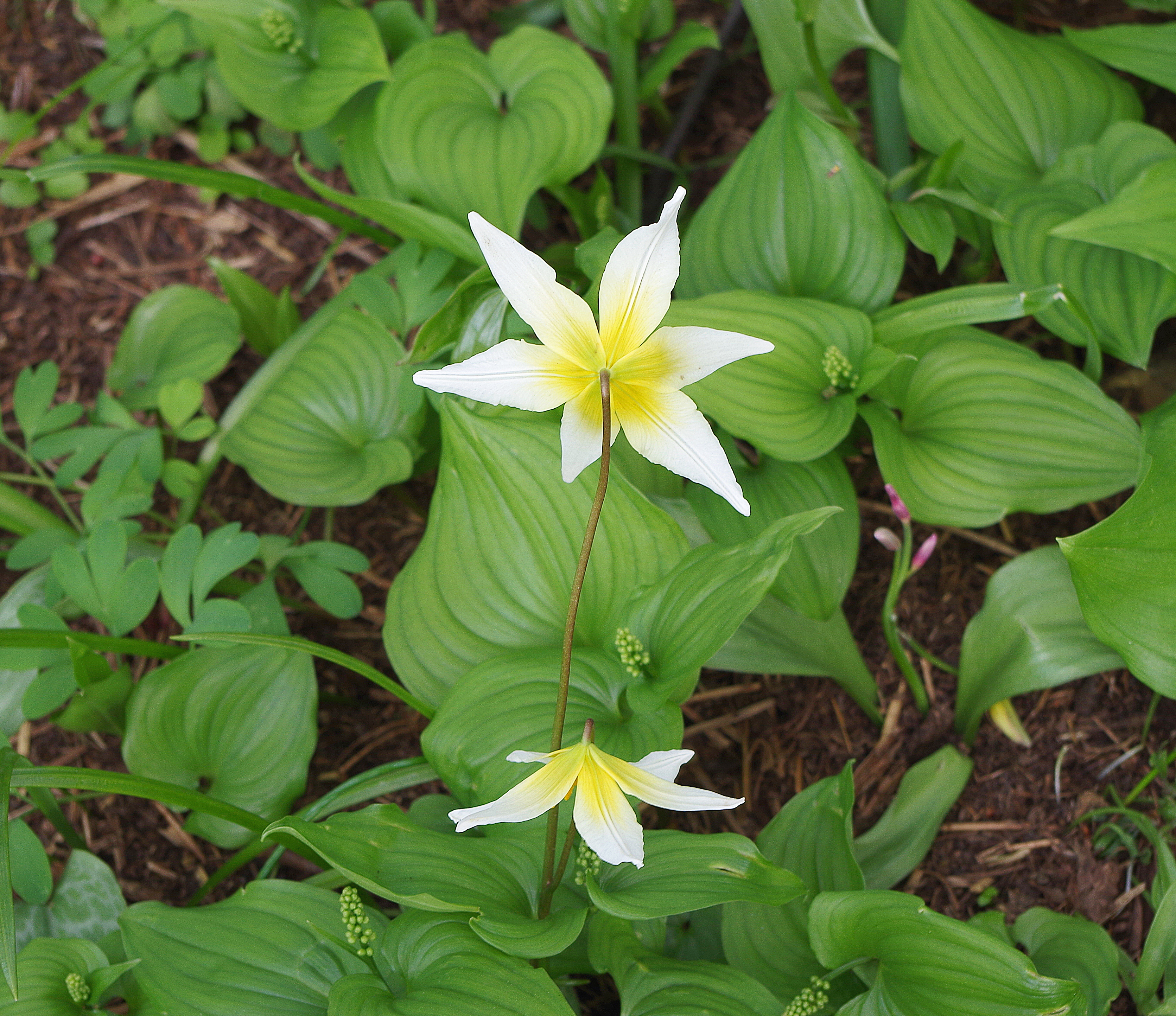